# Park Narodowy Laguna de La Restinga
Park Narodowy Laguna de La Restinga (hiszp. Parque nacional Laguna de La Restinga) – park narodowy w Wenezueli położony w stanie Nueva Esparta. Został utworzony 6 lutego 1974 roku i zajmuje obszar 188,62 km². Od 1996 roku jest wpisany na listę konwencji ramsarskiej. W 2008 roku został zakwalifikowany przez BirdLife International jako ostoja ptaków IBA. Na wschód od niego znajduje się Park Narodowy Cerro El Copey-Jóvito Villalba.

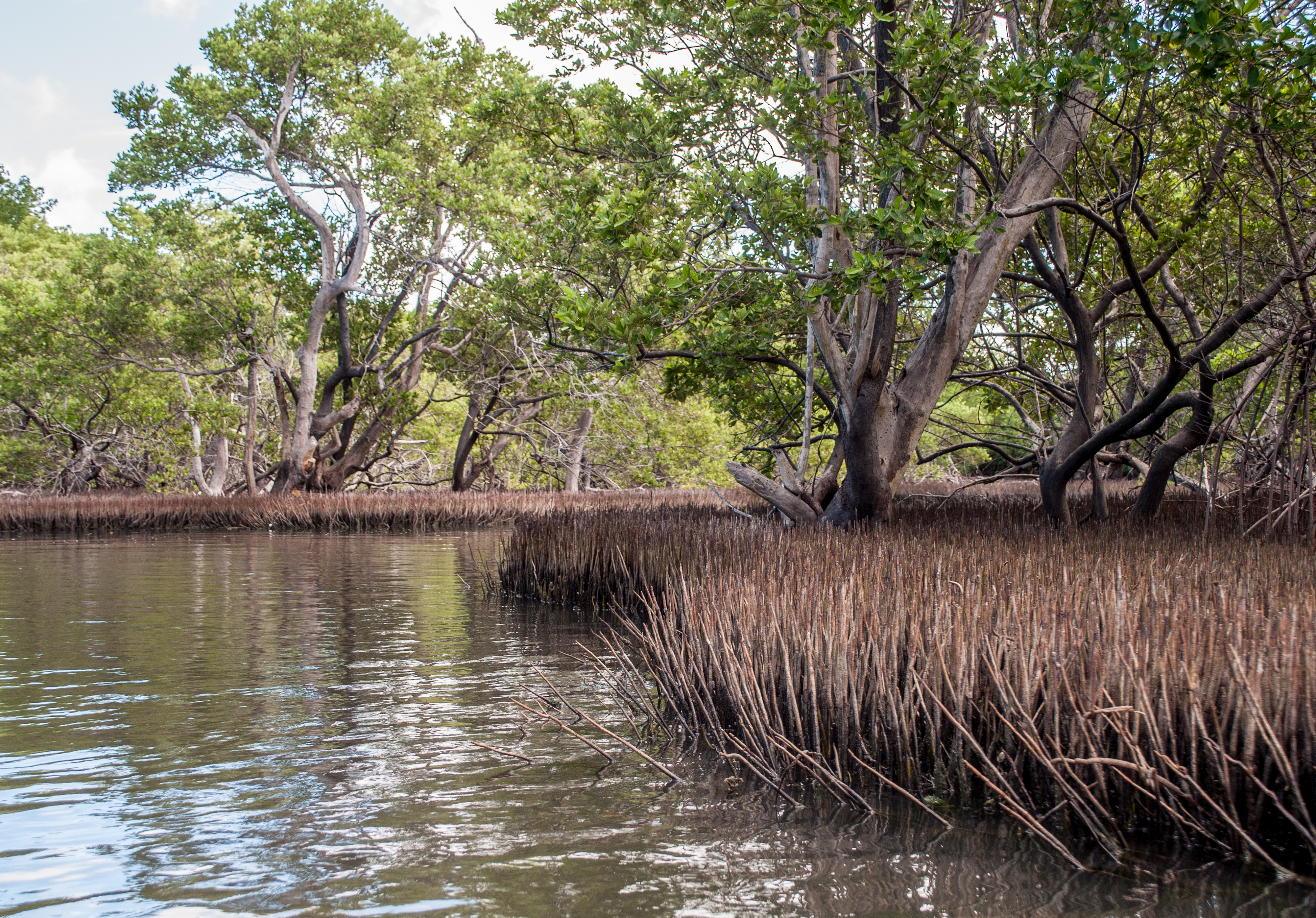
Las namorzynowy

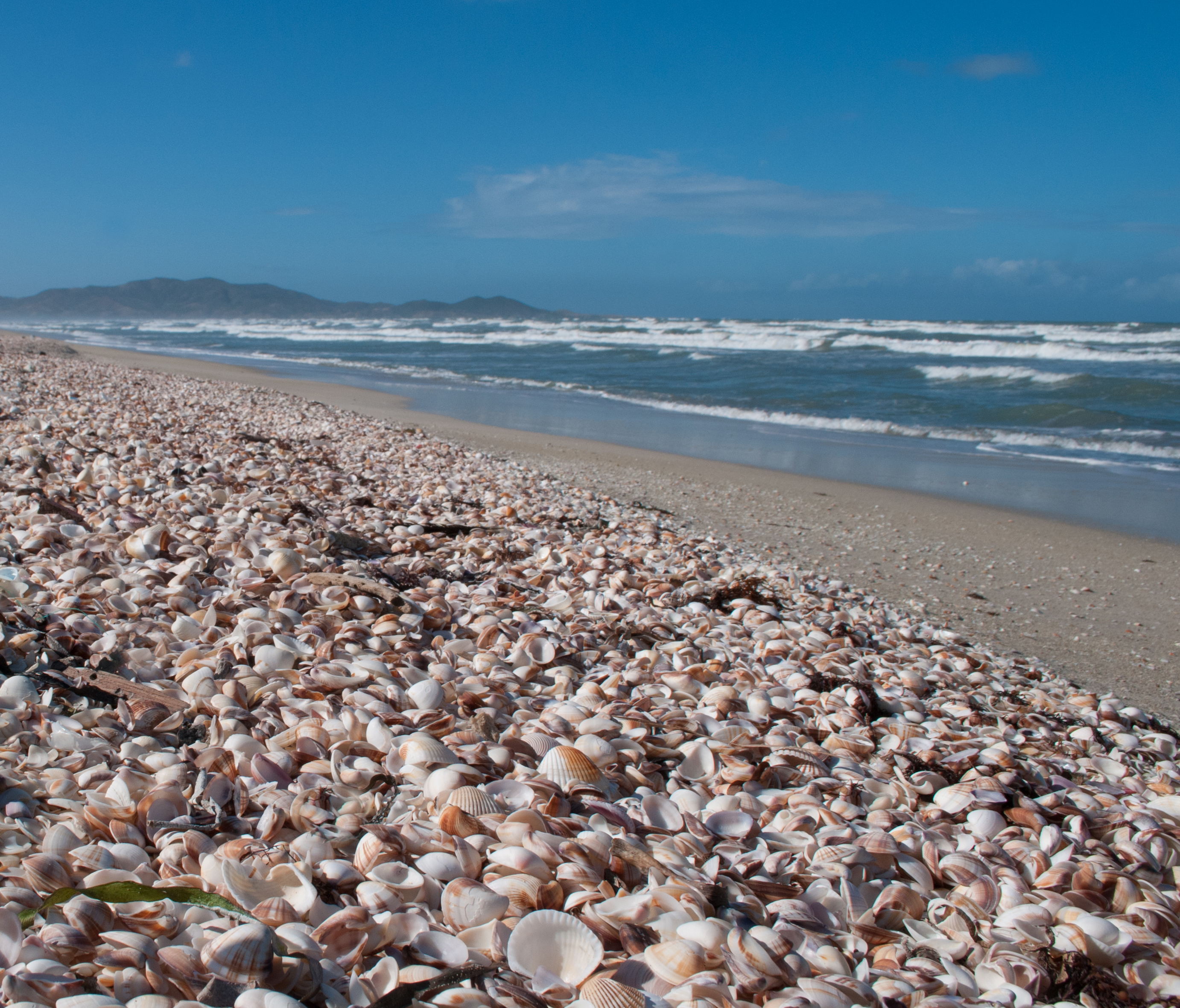
Jedna z plaż nad laguną

## Opis
Park znajduje się w środkowej części wyspy Margarita na Morzu Karaibskim. Obejmuje lagunę o tej samej nazwie co park oraz niewielki obszar przybrzeżny wokół niej łącznie z przesmykiem łączącym wschodnią i zachodnią cześć wyspy. Od strony północnej lagunę oddziela od pełnego morza piaszczysta mierzeja o długości 23 km. Zatoka jest płytka, 40% jej powierzchni ma głębokość mniejszą niż 1 m. Wybrzeże ma charakter półpustynny. Brzegi i dużą część laguny pokrywają lasy namorzynowe. Występuje tu wiele gatunków endemicznych flory i fauny.
Średnia roczna temperatura w parku wynosi +27 °C, a średnie roczne opady 296,8 mm.

## Flora
Lasy namorzynowe na brzegach laguny tworzą głównie Rhizophora mangle (zajmuje powierzchnię 500 ha) i Avicennia germinans (400 ha). W zachodniej części laguny rośnie Laguncularia racemosa, natomiast Conocarpus erectus występuje na obrzeżach lasów namorzynowych, gdzie kontakt z wodą jest mniejszy.
We wschodniej części piaszczystej mierzei dominują namorzyny, w zachodniej takie rośliny jak mleczara wyniosła (gatunek inwazyjny z Azji) oraz m.in.: Batis maritima i portulaka pospolita.
Na wybrzeżu rosną m.in.: Cercidium praecox, Cordia dentata, brezylka garbarska, Parkinsonia aculeata, Bourreria cumanensis i jadłoszyn baziowaty. Występuje tu dużo gatunków kaktusów, takich jak narażony na wyginięcie (VU) Opuntia schumannii oraz m.in.: Stenocereus griseus, Cereus repandus, Pilosocereus lanuginosus, Pereskia guamacho, Opuntia wentiana, Cylindropuntia caribaea, Melocactus caesius i Acanthocereus tetragonus.

## Fauna
W parku występuje 31 gatunków ssaków, z których Sylvilagus floridanus margaritae i Odocoileus virginianus margaritae to podgatunki endemiczne. Z drapieżników żyje tu m.in. ocelot wielki.
Odnotowano 107 gatunków ptaków, z czego 21 to gatunki wędrowne. Żyją tu takie podgatunki endemiczne jak m.in.: Butorides striata robinsoni, Glaucidium brasilianum margaritae, Icterus nigrogularis helioeides, Synallaxis albescens nesiotis, Aratinga pertinax margaritensis, Dendroplex picus longirostris, Thectocercus acuticaudatus neoxenus i Rallus longirostris margaritae. 
Na plażach gniazdują cztery gatunki żółwi morskich. Są to krytycznie zagrożony wyginięciem (CR) żółw szylkretowy, zagrożony wyginięciem (EN) żółw jadalny oraz narażone na wyginięcie (VU) karetta i żółw skórzasty.